# Нарол
Нарол (пољ. Narol) град је у Пољској у Војводству поткарпатском. По подацима из 2012. године број становника у месту је био 2100.

## Становништво
| 2012. |
| ----- |
| 2.100 |